# Carteris
Carteris — рід еребід з підродини совок-п'ядунів, види якого поширені в Північній Америці.

## Систематика
У складі роду:
- Carteris anser Druce, 1891
- Carteris anticlea Druce, 1891
- Carteris basalis Walker, 1865
- Carteris diffidens Schaus, 1901
- Carteris incana Dognin, 1914
- Carteris lineata Druce, 1898
- Carteris oculatalis Möschler, 1890
- Carteris proliferalis Walker, 1858